# Antonio López Merino
José Antonio López Merino (Valladolid [hoy Morelia], circa 1775 - ibídem, después de 1821) fue un militar novohispano que se unió al bando insurgente durante la guerra de la independencia de México. Tras la derrota sufrida por los rebeldes en la batalla de Puente de Calderón se indultó y militó de nueva cuenta con el ejército realista.

## Semblanza biográfica
Era teniente en el regimiento provincial de infantería de Valladolid. Fue amigo inseparable del coronel Ruperto Mier, al igual que él se unió a la revolución iniciada por Miguel Hidalgo y Costilla en 1810 mediante el grito de Dolores. Participó como segundo oficial de Mier en la batalla de Urepetiro, cuyo resultado les fue adverso. Tras rendir su informe a los generales insurgentes en Guadalajara y ser severamente apercibidos por el resultado de la batalla. Irritados por esta situación, Mier y López Merino decidieron solicitar el indulto a Félix María Calleja cuando éste tomó la plaza de Guadalajara, el cual les fue concedido bajo la condición de militar en el ejército realista como soldados rasos.
Con el ejército realista participó en los dos combates de Zapotlán el Grande. Logró una victoria importante en Palo Alto (actual municipio de Tecolotlán) al derrotar a una partida numerosa de insurgentes. Pero su logro más importante fue vencer y capturar a José Antonio el Amo Torres el 4 de abril de 1812 en la hacienda de Tupátaro (actual municipio de Cuerámaro). Cuando se le reconocieron sus méritos y se le devolvieron su libertad y su rango, decidió abandonar la milicia. Vivió en Valladolid como empleado particular, tras consumarse la independencia ocupó algunos puestos públicos de poca importancia.